# فوگو سگاوا
فوگو سگاوا (انگلیسی: Fugo Segawa؛ زادهٔ ۷ ژوئیهٔ ۱۹۹۷) بازیکن فوتبال اهل ژاپن است.